# 2425 Shenzhen
2425 Shenzhen је астероид главног астероидног појаса са средњом удаљеношћу од Сунца која износи 2,998 астрономских јединица (АЈ).
Апсолутна магнитуда астероида је 11,1.